# Братське водосховище
Братське водосховище (рос. Братское водохранилище) — руслове водосховище на Ангарі, Іркутська область Росія, утворено в результаті будівництва Братської ГЕС, друге за об'ємом водосховище світу. На берегах розташоване місто Братськ, за яким воно і отримало назву.
Водоймище широко використовується для судноплавства, рибальства, сплаву ліса і водопостачання. Має значні рибні ресурси. Проте через відсутність шлюзів у греблі Іркутської ГЕС не має судноплавного зв'язку з Байкалом.
Гребля Братської ГЕС була побудована у 1961, заповнення водосховища закінчилося у 1967. Площа водної поверхні коливається від 5 426 км² до 5 470 км², а обсяг досягає 169 км³ . Корисний об'єм водосховища становить 35,41 км³ , середня глибина — 31 м, найбільша глибина — 101 м , зміна рівня при спрацюванні від НПР — 7,08 м.
Берегова лінія довжиною близько 7400 км. Сильно порізана, в місці впадання великих річок —  Оки, Ія тощо — утворилися довгі затоки. Ширина водосховища перевищує 20 км.

## Ресурси Інтернету
- Опис до світлини [Архівовано 4 лютого 2012 у Wayback Machine.](рос.)
- Дані про Братське водосховище(рос.)
- Пошук за даними державного водного реєстру — вдсх. Братське [Архівовано 15 серпня 2019 у Wayback Machine.](рос.)

| Гідрологія | Це незавершена стаття з гідрології. Ви можете допомогти проєкту, виправивши або дописавши її. |